# Salvard
Salvard (in armeno Սալվարդ) è un comune di 418 abitanti (2010) della Provincia di Syunik in Armenia.